# Томинага, Мина
Мина Томинага (яп. 富永みーな Томинага Ми:на, 3 апреля, 1966, префектура Хиросима), настоящее имя — Ёсико Масумото — японская сэйю и таренто.
Наиболее известна озвучиванием Кацуо Исоно в сериале Sazae-san, заглавной героини в сериале Mahou no Yousei Persia, Ролпанны и Докин-тян в сериале Anpanman, Ноа Ицуми в сериалое Patlabor, Кодзуэ Нанао в сериале Maison Ikkoku, Миодзин Яхико в сериале Rurouni Kenshin, Мики Хосокава в сериале Hell Teacher Nūbē, Карин Аой в DNA² и Такеру в сериале Bikkuriman 2000.
Состоит во втором браке. В январе 2002 родила дочь. В 2018 году выиграла Kazue Takahashi Memorial Award.

## Позиции в Гран-при журнала Animage
- 1985 год — 5-е место в Гран-при журнала Animage в номинации на лучшую женскую роль[1];
- 1986 год — 8-е место в Гран-при журнала Animage в номинации на лучшую женскую роль[2];
- 1987 год — 13-е место в Гран-при журнала Animage в номинации на лучшую женскую роль[3];
- 1988 год — 16-е место в Гран-при журнала Animage в номинации на лучшую женскую роль[4];
- 1990 год — 6-е место в Гран-при журнала Animage в номинации на лучшую женскую роль[5];
- 1991 год — 9-е место в Гран-при журнала Animage в номинации на лучшую женскую роль[6];
- 1992 год — 14-е место в Гран-при журнала Animage в списке лучших сэйю[7].

## Роли в аниме
- 1977 год — Енот по имени Раскал (Элис);
- 1979 год — Таро, сын дракона (Ая);
- 1982 год — Tokimeki Tonight (Ёко Камия);
- 1983 год — Igano Kabamaru (Намико);
- 1983 год — Ginga Hyouryuu Vifam TV (Клейр Барбланд);
- 1984 год — Wata no Kuni Hoshi (Тиби Нэко);
- 1984 год — Навсикая из Долины Ветров (Растел);
- 1984 год — Chikkun Takkun (Мико Минамида);
- 1984 год — Mahou no Yousei Pelsia (Пелсия Хаями);
- 1984 год — Ginga Hyouryuu Vifam: Kachua Kara no Tayori (Клейр Барбланд);
- 1984 год — Ginga Hyouryuu Vifam: Atsumatta 13-nin (Клейр Барбланд);
- 1985 год — Ginga Hyouryuu Vifam: Kieta 12-nin (Клейр Барбланд);
- 1985 год — Мегазона 23 OVA-1 (Томоми Мурасита);
- 1985 год — Tatchi (Юка Нитта);
- 1985 год — Cosmo Police Justy (Астарис Вега);
- 1985 год — Round Vernian Vifam: Keito no Kioku Namida no Dakkai Sakusen (Клейр Барбланд);
- 1985 год — Bavi Stock (Муума);
- 1986 год — Karuizawa Syndrome (Эри Цунода);
- 1986 год — Maison Ikkoku (Кодзуэ Нанао);
- 1986 год — Adesugata Mahou no Sannin Musume (Пелсия Хаями);
- 1986 год — California Crisis: Tsuigeki no Juuka (Hibana) (Марция);
- 1987 год — Gakuen Tokusou Hikaruon (Яёй Сиина);
- 1987 год — Кулак Полярной звезды 2 (Рин);
- 1987 год — Hiatari Ryoukou! (Мария Ота);
- 1987 год — Twilight Q (Кивако Уэмура (эп. 1));
- 1988 год — Madonna (Мако Домон);
- 1988 год — Kujaku-o OVA-1 (Цукуёми (эп. 2));
- 1988 год — Biriken (Тэцуо Амэмори);
- 1988 год — Вперёд, Анпанман! (ТВ) (Роллпанна);
- 1989 год — Йома: Посланцы царства тьмы (Ая #2);
- 1989 год — Полиция будущего (фильм первый) (Ноа Идзуми);
- 1989 год — Полиция будущего (Ноа Идзуми);
- 1990 год — Счастливое семейство Муми-троллей (Нинни);
- 1991 год — Dragon Quest 2 (Мам);
- 1991 год — Таинственный сад (Мэри Леннокс);
- 1991 год — Kyuukyoku Choujin R (Сиико Хорикава);
- 1992 год — Kennel Tokorozawa (Тикако);
- 1992 год — Hanadaira Bazuuka (Мефисто Дэнс);
- 1992 год — D-1 Devastator (Хосино Нами);
- 1993 год — Полиция будущего: Восстание (фильм второй) (Ноа Идзуми);
- 1994 год — Akazukin Chacha (Дороти / Элизабет (эп. 61-74));
- 1994 год — Asobou! Hello Kitty (Мими);
- 1994 год — DNA2: Dokoka de Nakushita Aitsu no Aitsu (Карин Аой);
- 1994 год — Tanjou Debut (Аки Ито);
- 1995 год — DNA2: Dokoka de Nakushita Aitsu no Aitsu OVA (Карин Аой);
- 1995 год — Вперёд, Анпанман! (фильм #07) (Роллпанна);
- 1996 год — Rurouni Kenshin (ТВ) (Мёдзин Яхико);
- 1996 год — Jigoku Sensei Nube (Мики Хосокава);
- 1996 год — Вперёд, Анпанман! (фильм #08) (Роллпанна);
- 1997 год — Rurouni Kenshin: Ishin Shishi e no Requiem (Мёдзин Яхико);
- 1998 год — Himitsu no Akko-chan 3 (Мама);
- 1998 год — Tatchi (спецвыпуск первый) (Юка Нитта);
- 1999 год — Bikkuriman 2000 (Такэру);
- 2001 год — Cosmic Baton Girl Comet-san (Саяка Токити);
- 2001 год — Корзинка фруктов (Рицу Сома);
- 2001 год — Вперёд, Анпанман! (фильм #13) (Роллпанна);
- 2001 год — Rurouni Kenshin: Seisou Hen (Мёдзин Яхико);
- 2002 год — Full Moon wo Sagashite (Кадзуми Франклин);
- 2002 год — Вперёд, Анпанман! (фильм #14) (Роллпанна);
- 2006 год — Hello Kitty Ringo no Mori no Fantasy (Мими);
- 2007 год — Sugar Bunnies (Королева);
- 2007 год — Hello Kitty Ringo no Mori to Parallel Town (Мими / Акуро);
- 2008 год — Кулак Полярной звезды — Фильм (2008) (Сая)